# MeeGo
MeeGo byl projekt open source mobilního operačního systému založeného na Linuxu. Vznikl jakožto sloučení platforem Maemo a Moblin.
Primárně je určen pro mobilní zařízení a informační přístroje na trhu spotřební elektroniky. MeeGo je navržen tak, aby fungoval jako operační systém pro hardwarové platformy jako netbooky, jednoduché desktopy, nettopy, tabletové počítače, mobilní počítače a komunikační zařízení, informační zařízení ve vozidlech, SmartTV / ConnectedTV, IPTV-boxy, chytré telefony a jiné vestavěné systémy. MeeGo v současnosti hostuje Linux Foundation.
Vývoj MeeGa byl ukončen firmou Nokia na verzi 1.3 Harmattan, dále pokračuje pod jménem mer. Mer využívají jiné projekty jako například Nemo Mobile, Tizen nebo operační systém společnosti Jolla Sailfish OS.

## Zařízení využívající MeeGo
Operační systém MeeGo využívala ve svých chytrých telefonech společnost Nokia. Konkrétně jde o modely:
- Nokia N9
- Nokia N950 (pouze pro vývojáře, na volném trhu není k sehnání)